# Serge Larivière
Serge Larivière (Schaarbeek, 12 december 1957 – Sint-Gillis, 21 september 2018) was een Belgische acteur. 
Larivière debuteerde in het Belgische theater aan het begin van de jaren '90 en acteerde vervolgens in een aantal Belgische en Franse films, waaronder Séraphine (2008), La Possibilité d'une île (2008), Le Grand Soir (2012), Le Tout Nouveau Testament (2015) en Le Ciel Flamand (2016). Het Franse publiek ontdekte hem in 2007 door zijn acteerprestatie in de film J'ai toujours rêvé d'être un gangster van de Franse regisseur Samuel Benchetrit. 
In België was Serge Larivière bekend door zijn optreden in verschillende reclamefilmpjes op televisie, waaronder de reclame voor Kriek Belle Vue, waarin hij naast Thierry De Coster het personage Jos vertolkte.
Daarnaast vertolkte hij een bijrol als gangster in het laatste seizoen van de Vlaamse televisieserie Eigen kweek.
- Gemeinsame Normdatei: 106207498X
- International Standard Name Identifier: 0000 0000 7407 277X
- Library of Congress Control Number: no2016166818
- Virtual International Authority File: 9514148451591615970008
- WorldCat: E39PBJckQkBfPXrpPwVKXP4KBP